# Epilobium suffruticosum
Epilobium suffruticosum är en dunörtsväxtart som beskrevs av Thomas Nuttall, John Torrey och Gray. Epilobium suffruticosum ingår i släktet dunörter, och familjen dunörtsväxter. Inga underarter finns listade i Catalogue of Life.